# Fort de Kikombo
Le Fort de Quicombo (ou Kikombo) est situé dans la baie de Quicombo , dans la municipalité de Sumbe , au sud de la province de Kwanza-Sud , en Angola . 

## Histoire
Le Fort de Quicombo est une fortification emblématique de la période d'occupation néerlandaise de Luanda et de la reconquête portugaise ultérieure.  Il a été érigé par les forces de l'équipe de secours du gouverneur de l'Angola, Francisco de Souto-Maior (1645-1646), en 1645 et reconstruit en 1648 par l'escadron de Salvador Correia de Sâ e Benevides, parti pour la reconquête de Luanda.
L’objectif déclaré de Correia de Sá, au départ de Lisbonne était de reconstruire la forteresse de Quicombo. 
Le véritable objectif, cependant, était la reconquête de Luanda. Bien qu’il y ait controverse quant à la date exacte d’arrivée de cette armada à Quicombo, l'historien anglais Robert Southey dans son « Histoire du Brésil » estime qu’elle est intervenue le soir du 1er août. Mais au moment de poser les ancres, les navires ont été surpris par une « violente déferlante » qui a provoqué le naufrage de l’armada Galleon São Luís, avec la mort de l’amiral de la flotte, Baltasar da Costa de Abreu et les 300 hommes à bord. La presque totalité du fleuron a péri, avec Correia de Sá à bord et d’autres navires de la flotte.
Ce fort est également lié au commerce triangulaire, car il servait d'entrepôt pour le chargement d'esclaves capturés à l'intérieur des terres, servant de défense contre les attaques des autochtones qui résistaient à l'occupation du territoire et surtout contre ce trafic. 
Les ruines de Quicombo ont été classées Monument national par le décret provincial n ° 21 du 2 janvier 1924 . 
Un seul rempart demeure depuis 1956. Il est actuellement relativement bien préservé. 
Propriété de l’État, il est géré par le ministère de la Culture de l’Angola. 